# ياب تير ليندن
ياب تير ليندن (بالهولندية: Jaap ter Linden)‏ هو عازف كمان الساق ‏ هولندي، ولد في 10 أبريل 1947 في روتردام في هولندا.

## وصلات خارجية
- ياب تير ليندن على موقع ميوزك برينز (الإنجليزية)
- ياب تير ليندن على موقع أول ميوزيك (الإنجليزية)
- ياب تير ليندن على موقع ديسكوغز (الإنجليزية)